# أليكسي ميلر
أليكسي بوريسوفيتش ميلر (الروسية: Алексе́й Бори́сович Ми́ллей) (من مواليد 31 يناير 1962) هو رجل أعمال روسي. ميلر هو نائب رئيس مجلس الإدارة ورئيس لجنة الإدارة (الرئيس التنفيذي) لشركة الطاقة الروسية غازبروم، أكبر شركة مملوكة للدولة في روسيا وأكبر مورد للطاقة العامة في العالم.

## النشأة
ولد ميلر في لينينغراد لعائلة روسية ألمانية مندمجة. درس في معهد لينينغراد للمالية والاقتصاد وحصل منه على درجة الدكتوراه في الاقتصاد.